# Svobodná církev
Svobodná církev (něm. Freikirche, angl. free church) je označení užívané pro protestantské církve, které usilují o nezávislost na státu. Jiným jejich znakem je dobrovolné a angažované členství. Mezi svobodné církve se řadí například baptisté.
Protikladem svobodných církví jsou lidové církve.